# Alketas I.
Alketas I. (altgriechisch Ἀλκέτας Alkétas; * um 410 v. Chr.; † 370 v. Chr.), regierte von ca. 385 v. Chr. bis zu seinem Tod als König der Molosser und Hegemon von Epirus. Er stammte aus der Familie der Aiakiden; sein Vater war König Tharyps.
Der Beginn der Herrschaft des Alketas war von verheerenden Bürger- und Thronkriegen überschattet, denn die epirotischen Stämme erkannten das Königtum nicht widerspruchslos an. Alketas wurde aus dem Land verjagt, konnte aber mit Hilfe der Stadt Syrakus und der Illyrer zurückkehren. Er verbündete sich auch mit dem Tyrannen Jason von Pherai und wurde Mitglied des zweiten Attischen Seebundes. Unter Alketas tritt der Bund der Epiroten ins Licht der Geschichte. Die zusammengeschlossenen Stämme konnten sich weitreichende politische Rechte sichern, wodurch die Königsmacht in Epirus auf Dauer wesentliche Einschränkungen erfuhr. Trotzdem konnte Alketas seine Herrschaft nach Norden bis zur Adriaküste ausdehnen und sich als König der Epiroten behaupten. 
Alketas hatte zwei Söhne, Neoptolemos I. und Arybbas, die ihm in der Herrschaft nachfolgten. 